# 박수빈 (1982년)
박수빈(朴修濱, 1982년 4월 25일 ~ )은 대한민국의 제8대 대전광역시의원이다.

## 학력
- 한남대학교 미디어영상학과 졸업

## 경력
- 박범계 국회의원 보좌관
- 박범계 법률사무소 과장
- 더불어민주당 대전시당 서구 을 지역위원회 사무국장
- 새정치민주연합 제6회 지방 선거 대전시당 서구 을 지역위원회 상황실장
- 문재인 대통령 후보 대전시당 서구 을 상황실장
- 더불어민주당 정책위원회 부의장
- 더불어민주당 제7회 지방 선거 대전시당 서구 을 지역위원회 상황실장
- 2020.04 ~ 2022.06 제8대 대전광역시의회 의원
- 2020.04 ~ 2020.07 제8대 대전광역시의회 전반기 교육위원회 위원
- 2020.07 ~ 2022.06 제8대 대전광역시의회 후반기 산업건설위원회 위원

## 역대 선거 결과
|  | 55.94% |

|  | 46.15% |